# Aueralm
Die Aueralm oder Auer Alm ist eine Alm in den Bayerischen Voralpen. Sie liegt im Gemeindegebiet von Bad Wiessee. Die bewirtschafte Almhütte auf der Aueralm ist beliebtes Ziel für Wanderer und Mountainbikefahrer, als eigenständiges Ziel oder auf dem Weg zum Fockenstein.
Das Almgebiet befindet sich auf einem Bergrücken mit flach geneigten Hängen, dem Buchetskogel östlich des Fockensteins.

## Aufstiege
- von Osten über Forstwirtschaftswege aus dem Söllbach- oder dem Breitenbachtal
- von Westen über Hirschtalsattel und Neuhüttenalm

## Benachbarte Hütten
- Neuhüttenalm, unbewirtschaftet